# Sökaren (tidskrift)
För andra betydelser, se Sökaren.
Sökaren var en tidskrift med nyandlig inriktning som gavs ut 1964–2008 av Sven Magnusson (1930–2008).
Magnusson ville göra "en informativ och saklig tidning, öppen men samtidigt kritiskt ifrågasättande". Upplagan var stor på 1970- och 1980-talet, men hade 2008 sjunkit till strax över 1000. Tidskriften innehöll artiklar av Magnusson och bland andra Nils-Olof Jacobson, Werner Aspenström, Alf Henrikson och Torbjörn Säfve. Av Magnussons egna artiklar framgår att han var övertygad om de paranormala fenomenens existens och att han var kritisk mot kristendomen. Han publicerade gärna artiklar som gick emot hans egna uppfattningar.

## Publikationer
- Magnusson, Sven (red), Vår tids mirakler : ett urval ur tidskriften Sökaren. Stockholm: Sökaren, 1968. LIBRIS-ID:782892.
- Magnusson, Sven, Stora tankar i vår tid. Perspektiv på New Age. Hölö: Wrå, 2000. ISBN 91-89178-12-2. LIBRIS-ID:7778469.
- Magnusson, Sven, Perspektiv på New Age. Stora tankar i vår tid. 2. uppl. Hölö: Wrå, 2002. ISBN 91-89178-30-0. LIBRIS-ID:8519731.